# Grönländische Literatur
Die grönländische Literatur ist die in grönländischer Sprache verfasste Literatur der in Grönland lebenden Bevölkerung. Sie ist einerseits Ergebnis einer der ältesten überlieferten Erzähltraditionen weltweit und andererseits – infolge der Kolonisierung und kulturellen Bindung Grönlands an Dänemark seit dem 18. Jahrhundert – eine der „jüngsten und kleinsten Ableger“ der nordischen Literaturen. Zugleich knüpft sie an uralte Erzählformen und Mythen an. So entstand eine Hybridliteratur: Es gibt Grönländer, die in dänischer Sprache und Dänen, die in grönländischer Sprache schreiben.

## Mündliche Kultur
Die Erzähltraditionen der Polarvölker von Grönland bis zur Tschuktschen-Halbinsel standen über lange Zeit hinweg in einem engen Zusammenhang. Obwohl dieselben Mythen an vielen Orten der Polarregion zu finden sind, gehen doch die Erzähler überall davon aus, dass sie in ihrem eigenen Land entstanden sind. Die Spuren der langen Wanderungen der Inuit vom Norden Kanadas nach Grönland haben sich im Bewusstsein der Bewohner der oft weit voneinander entfernten Siedlungen vor allem Ostgrönlands verwischt, wo sich die Traditionen am besten erhalten haben.
Die grönländischen Mythen lassen sich nach Knud Rasmussen unterteilen in Oqalugtuat, alte Mythen aus ferner Vorzeit, die die Inuit aus ihrer Urheimat mitgebracht haben, und Oqaluataat, Epen, die von Menschen handeln, die in einer Zeit lebten, aus der noch lebendige Überlieferungen existieren. Wegen der phantastischen Ausschmückungen auch der letzteren Geschichten unterscheiden sich die beiden Typen nur gering. Stets verknüpft das Erzählen Vergangenheit und Gegenwart.

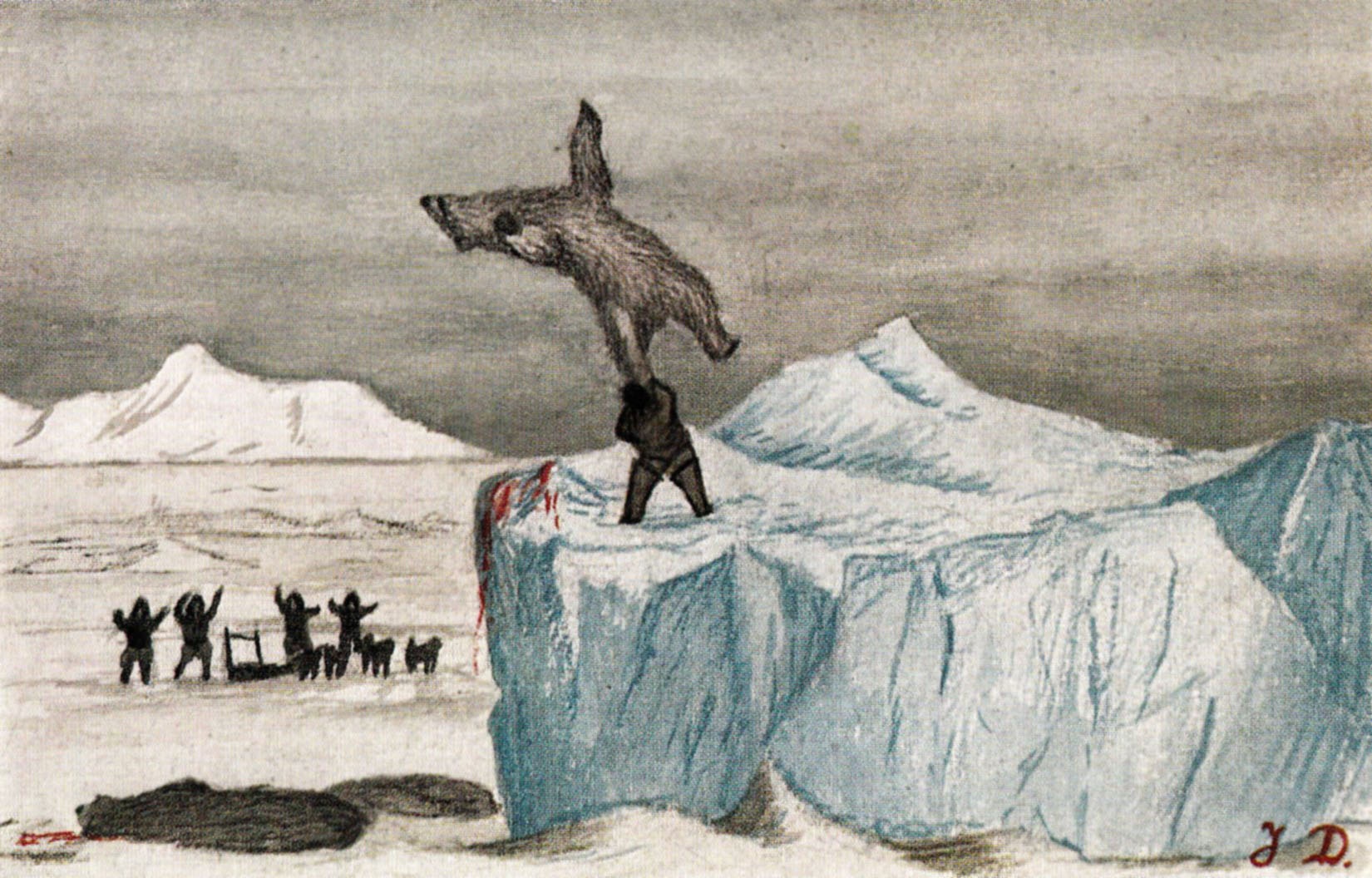
Mythos von Kaassassuk, dem Waisenjungen und Bärentöter, aufgezeichnet von Knud Rasmussen, illustriert von Jakob Danielsen

Im Mittelpunkt der Oqaluataat stehen oft elternlose oder ausgestoßene Helden, die sich aus Not und Elend herauskämpfen, weite Reisen unternehmen, auf fremde Stämme treffen oder sich bei Wettkämpfen oder Sängerwettbewerben auszeichnen. Oft handelt es sich um Menschen mit übernatürlichen Fähigkeiten wie Kaassassuk.
Die Oqalugtuat handeln von der kosmischen Schöpfung durch den Himmelsgott und allen unter ihm stehenden Naturkräften und -geistern, von den Unterirdischen, vom gefürchteten Mondmann, der über Ebbe und Flut gebietet und Ungehorsame züchtigt, von der Meeresgöttin Imapukua, die die Fangtiere wegen der Sünden der Menschen zurückhält, und von Asiaq, der Gebieterin über Wind und Regen.
In vielen Geschichten treten Riesen, Zauberpriester und Geisterbeschwörer (Schamanen,  Angakkuq; pl.: Angakkuit, dt. meist: Angekoks) sowie ihre Hilfsgeister auf. Ein häufiges Motiv der Erzählungen ist der Schamanenflug, bei der der Geisterbeschwörer gefesselt wird, damit sich seine Seele von der Erde erheben kann, während die Trommel sich von selbst bewegt. Häufig ruft er Asiaq an, damit sie im Frühjahr warmen Wind und Regen schickt und das Eis schmelzen lässt.
Die Alltagserzählungen spiegeln das traditionelle raue Leben der Inuit, wobei beide Welten eng verflochten erscheinen. Wichtig war die Unterhaltungsfunktion der Mythen und Sagen, die farbenreich und mit großer Beredsamkeit und Schauspielkunst in den langen Winternächten vorgetragen werden. Daneben gibt es auch Tierfabeln, humoristische Erzählungen und monotone Einschlafgeschichten.
Durch die schriftliche Fixierung (und erst recht durch die Übersetzung in europäische Sprachen) gingen und gehen jedoch wichtige Merkmale des Gesprochenen bzw. des im monotonen Sprech- und Trommelgesang Mitgeteilten verloren; der schriftliche Ausdruck erfährt gegenüber dem Hörerlebnis einen deutlichen „Stimmungsverlust“, was nur schwer auszugleichen ist.

## Christliche Mission und frühe grönländische Literatur
Die christliche Indoktrination durch die dänische lutherische Kirche und die Herrnhuter Mission in Grönland (1731–1900) mit dem Verbot des Trommelgesangs, unfairem Handel, Zwangsehen sowie in neuerer Zeit Alkoholismus und Zwangsumsiedlungen löschten das traditionelle Wissen der Inuit fast aus. Den Trommelgesang, der häufig mit Tanz verbunden war und beim Sängerstreit zur Konfliktbeilegung oder von Schamanen gepflegt wurde, ersetzte man durch Psalmengesang.
Eine grönländische Schriftsprache existiert in standardisierter Form seit etwa 150 Jahren. Poul Egede, der Sohn des lutheranischen Missionars und erbitterten Gegners des Trommelgesangs Hans Egede, Bischof von Grönland von 1740 bis 1747, entwickelte Mitte des 18. Jahrhunderts eine Bibel für Grönländer in einer dänisch-grönländischen Mischsprache – ein frühes Beispiel für die künstliche Hybridisierung von Sprache und Literatur. Egede gab 1741 den Band Det gamle Grønlands nye Perlustration eller Naturel-Historie („Gründliche Untersuchung oder Naturgeschichte des alten Grönland“) heraus, das eine wichtige Quelle aus der Missionszeit darstellt. Es folgten Egedes grönländisch-dänisch-lateinisches Wörterbuch von 1750 und ein Grammatik von 1760.
Ab Mitte des 19. Jahrhunderts wurde eine rein grönländische Schriftsprache für Bibel- und Psalmenübersetzungen entwickelt. Das Neue Testament wurde zuerst von Konrad Kleinschmidt ins Grönländische übersetzt. Sein Sohn, der Missionar der Herrnhuter Brüdergemeine Samuel Kleinschmidt, respektierte weitgehend das traditionelle Lebensumfeld der Grönländer und ließ 1851 die erste Grammatik der grönländischen Sprache in Berlin drucken. Der von ihm angestoßenen Standardisierung der Sprache, die im Prinzip bis zur Reform 1973 Gültigkeit behielt, liegt der zentrale Dialekt von Westgrönland zugrunde. Diese Fixierung verhindert allerdings bis zur heutigen Zeit, dass sich Grönländer aus Nord- oder Ostgrönland mit ihren stark abweichenden Dialekten in der Schriftsprache profilieren konnten.

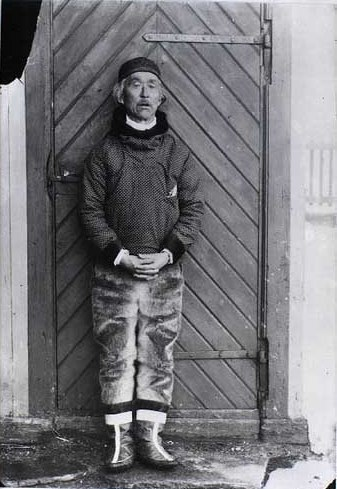
Rasmus Berthelsen

Für die grönländische Bildungsgeschichte wichtig war das 1945 in Godthåb, dem heutigen Nuuk gegründete Lehrerseminar Grønlands Seminarium. Auch der erste Verlag mit Druckerei entstand dort 1857; er wurde entscheidend für die Begründung einer schriftlichen Tradition. Atuagagdliutit, die erste Zeitung (anfänglich nur ein Blatt pro Monat umfassend, später aber auch mit Abdruck europäischer Klassiker) erschien 1861. Eigentlich handelte es sich um ein Jahrbuch, denn alle zwölf Blätter wurden wegen der Transportschwierigkeiten gleichzeitig ausgeliefert. Auch einfache Menschen trugen mit Berichten aus ihrem Alltag zur Gestaltung der Zeitung bei, so der Jäger Johannes Ungâralak (1840–1886), der bei Kap Farvel lebte. Seine Erzählungen Berichte wurden 1955 von Frederik Nielsen herausgegeben. Rasmus Berthelsen (1827–1901), Redakteur von Atuagagdliutit, verfasste als Erster Kirchenlieder in grönländischer Sprache und grönländischem Rhythmus mit ständigen Variationen und sich steigernder Intensität, also ähnlich wie beim Trommelgesang.
Im gleichen Jahr 1861 veröffentlichte der Missionar Carl Janssen (1813–1884) die erste Weltgeschichte in grönländischer Sprache (Silamiut ingerdlausiánik, „Der Fortschritt der Menschheit“, Nachdruck 2012). Als Lehrbuchautor verwendete er als erster die Kleinschmidtsche Rechtschreibung. Das erste umfassende Wörterbuch erschien 1871, doch die Alphabetisierung vollzog sich nur sehr langsam.
Zu den ersten Schriftstücken, die die Druckerei in Godthåb verließen, gehörte die Aufforderung, die alten Sagen zu sammeln und einzusenden, obwohl die Mission alles getan hatte, um diese Zeugnisse aus heidnischer Zeit zu vernichten. Mündliche Erzählungen waren zuvor bereits von dem Missionar Peder Kragh 1823–1828 in Nordwestgrönland gesammelt. Die noch zirkulierenden Erzählungen und die Aufzeichnungen alter Erzählungen und ihre Illustrationen durch den schriftkundigen Maler Aron von Kangeq (1822–1869) von der Westküste wurden von dem Amtmann Hinrich Johannes Rink 1858–1868 gesammelt und publiziert. Rink war so weitsichtig zu erkennen, dass diese Erinnerungen an die Vergangenheit später eine große Bedeutung für eine gemeinsame Zukunft des Volkes haben würden. Der Erzähler Jens Kreutzmann (1828–1899) war ebenfalls mit der Schriftsprache vertraut und vermittelte Erzählungen, die bis heute nicht ins Deutsche übersetzt wurden.

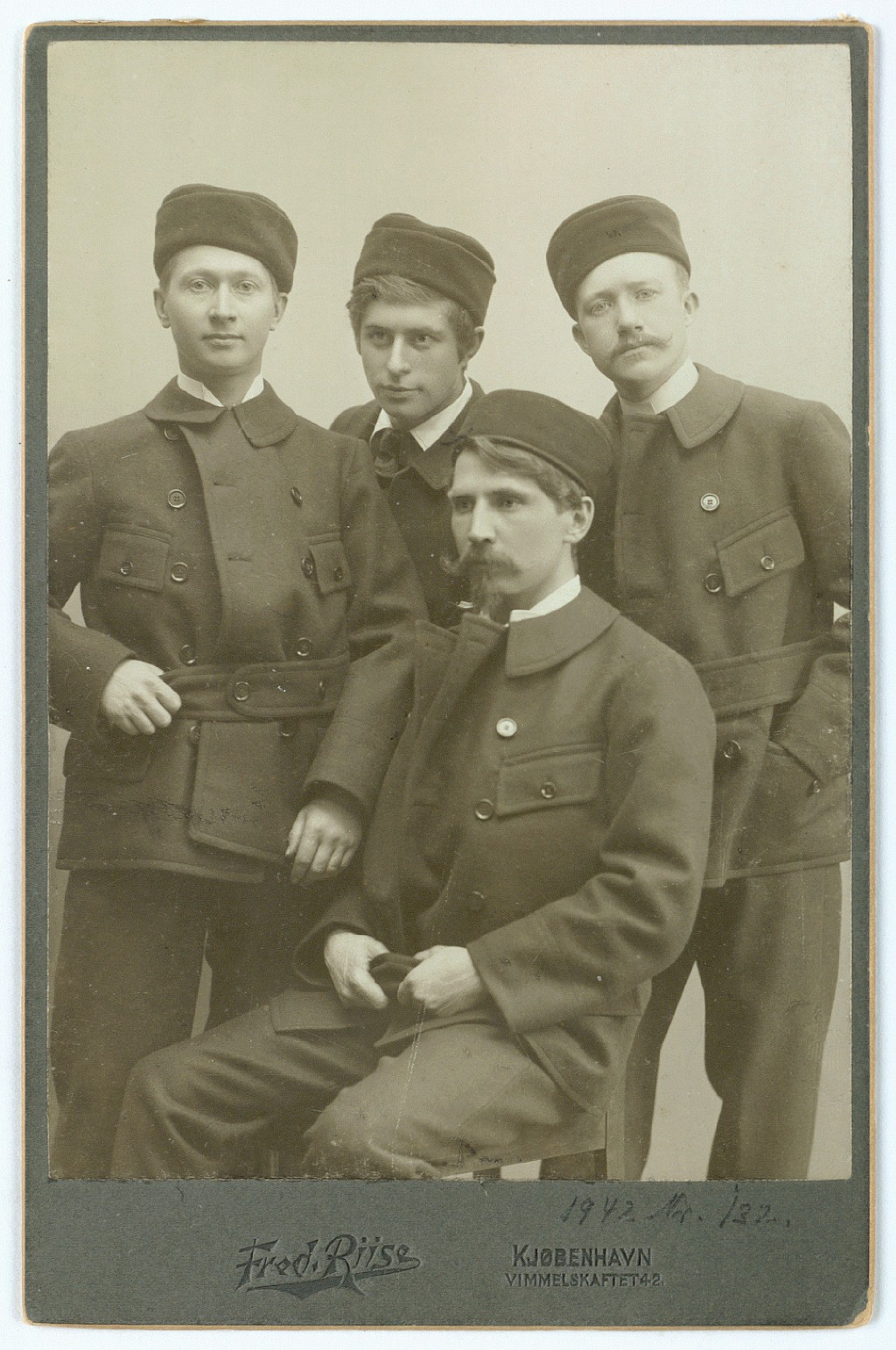
Harald Moltke (Landschaftsmaler), Knud Rasmussen, Ludvig Mylius-Erichsen und Alfred Bertelsen, vier der fünf Teilnehmer einer „Literarischen Expedition“ (1902–1904) zur Erkundung der Sagen und Mythen Nordwestgrönlands

Dem Jäger und Erzähler Jakob Danielsen (1888–1938), der sich autodidaktisch zum Maler fortbildete, gelang es in seinen Bildern, die zudem mit ausführlichen Erklärungen versehen waren, die Stimmung und Dramatik der Sagen sowie die Mimik und Gestik der Erzähler, die ihre Helden imitierten und dabei das Publikum einbezogen, zu vermitteln.
Von 1900 bis 1920 sammelte der im Norden Grönlands aufgewachsene, mit der Sprache der Inuit gut vertraute Däne Knud Rasmussen Gesänge, Mythen und Sagen vor allem im Distrikt von Kap York und im zentralen Westgrönland, aber auch (mit Hilfe des Kenners und Illustrators der Geschichten Kârale Andreassen) in Angmagssalik, wobei die dänische Fassung viele ästhetische Eigentümlichkeiten der originalen Versionen bewahrte.

## Das frühe 20. Jahrhundert
Der Beginn des 20. Jahrhunderts war eine Zeit des intellektuellen Aufbruchs und der Identitätsfindung, in der eine einheimische Bildungselite von Lehrern und Pastoren begann, Europa zu bereisen und sich schriftstellerisch zu betätigen. Die 1907 gegründete Vereinigung Pegatigiinniat versuchte, über die inzwischen erstarrten Formen der christlichen Frömmigkeit hinaus ein geistig-gesellschaftliche Erweckungsbewegung mit belehrender Tendenz im Sinne des dänischen Theologen Grundtvig anzustoßen. Sie öffnete damit den Raum für die Entstehung individueller Genres wie dem Roman oder der Novelle. Bildungsstätte der grönländischen Elite war damals das 1845 gegründeten Lehrerseminar in Godthåb.
Der erste (und zugleich erste politische) grönländische Roman des Pastors und späteren Verwaltungskommissars Mathias Storch, Sinnattugaq („Der Traum eines Grönländers“, 1914, dänische Ausgabe 1915), zeichnet anhand vieler Situationsbilder den zerrütteten Zustand und die Bildungsdefizite der grönländischen Gesellschaft. Sein Held entwirft im Traum eine Vision für das Jahr 2105, greift also 200 Jahre voraus. Der Nordgrönländer Peter Gundel (1895–1931) publizierte in den 1920er Jahren eine Novelle, die die Erleuchtung der dunklen grönländischen Vergangenheit durch die Mission feierte. Doch schon im Ersten erlahmte der Schwung der Erweckungsbewegung.
Der Verfechter der Unabhängigkeit und spätere Politiker Augo Lynge (1899–1959) nahm nach einiger Zeit den Impetus von Storchs Sinnattugaq wieder auf. Sein politischer Roman Ukiut 300-ngornerai (1931) war die Vision eines modernen, europäisch beeinflussten Grönland 300 Jahre nach Hans Egedes Ankunft im Jahr 1711. Noch 1943 wurde er von den Kolonialbehörden aufgrund seiner Aktivitäten 600 km von seinem Wohnort entfernt verbannt. Später wurde er als grönländischer Abgeordneter in den dänischen Folketing gewählt. 1959 starb er beim Untergang der Hans Hedtoft vor der Küste Grönlands.
Der Katechet Josva Kleist (1879–1938) und der Pastor, Missionar, Maler, Kirchenlieddichter, Komponist und Naturlyriker Henrik Lund (1875–1948), genannt Indaleeraq, setzten die Tradition der Kirchenlieddichtung mit aufgeklärt-moralischem Impetus – manchmal auf der Grundlage deutscher oder dänischer Melodien – fort. Lunds Gedicht Nunarput utoqqarsuanngoravit („Unser Land, du bist alt geworden“) von 1912 war eine Aufforderung zur Öffnung des Landes gegenüber den Herausforderungen der Technik und erhielt später den Status der offiziellen Nationalhymne, die von dem Musiker, Dichter und Sprachwissenschaftler Jonathan Petersen (1881–1961) komponiert wurde. Kleist wiederum warnte in seinen Gedichten vor den importierten Genussmitteln wie Zigaretten.
In den 1930er und 1940er Jahren orientierte sich eine Generation grönländischer Autoren verstärkt an der europäischen Literatur und ihren Formen: Romane, Erzählungen und Theaterstücke im Stil der dänischen nationalromantischen Schule verfassten Pavia Petersen (1904–1943), Frederik Nielsen (genannt Fari, 1905–1991), der die erste Sammlung grönländischer Gedichte herausgab, welche nicht zum Gesang bestimmt waren, und der von der christlichen Ethik wie von Werten der Inuit beeinflusste Hans Lynge (1906–1988), der sich um die Entwicklung des grönländischen Theaters verdient machte. Lynge wurde auch als Maler des „grönländischen Impressionismus“ und Bildhauer bekannt wurde. Sein Roman über zwei Brüder, die Blutrache schworen, weil ihr eigentlicher  von ihrem vermeintlichen Vater getötet worden war (Ersinnqitsup Piumasaa, 1931), ist ein wichtiges Werk der grönländische Literatur. Lynge und die Autoren dieser Zeit insgesamt sahen in der grönländischen Vergangenheit nicht mehr vor allem Aberglauben und kulturelle Armut; sie hoben vielmehr den Stolz und den Überlebenswillen ihrer Vorfahren als positive Werte und Fundament einer (künftigen) nationalen Identität hervor, die mit christlichen Werten vereinbar war. Petersens Roman Niuertorutsip pania („Die Tochter des Ortsvorstehers“, posthum 1944) zeigt, wie ein junges Mädchen, die entdeckt, dass ihr Vater Däne ist, sich bemüht, das elternseitige kulturelle Erbe miteinander zu versöhnen. Petersen verfasste auch die Gesellschaftskomödie Ikinngutigiit und trat als Landschaftsmaler in Erscheinung.

## Gesellschaftliche Modernisierung seit 1950 und ihre Reflexe in der Literatur
In den 1950er und 1960er Jahren wurde literarisch vor allem die teils bedrohliche Modernisierung, Verstädterung und Öffnung gegenüber der Außenwelt reflektiert, die mit der größeren Autonomie von 1953 einhergingen. Bis dahin war das Land von der Außenwelt abgeschirmt. Nun wurde die Jagd von der industrialisierten Fischerei abgelöst, die grönländische Sprache wurde durch englische Lehnworte bereichert, die restlose Verwertung der Naturstoffe durch die Wegwerfgesellschaft ersetzt. Durch die Beendigung des Kolonialstatus 1953 wuchs paradoxerweise auch der kulturelle Assimilationsdruck, z. B. durch den vorgeschriebenen Gebrauch der dänischen Sprache in offiziellen Angelegenheiten; damit entstand ein verbreitetes Entfremdungsgefühl, das eine intensive Identitätssuche auslöste.
Die grönländischen Autoren reagierten auf den Kulturschock teils mit nostalgischer Rückbesinnung auf traditionelle grönländische Traditionen. Tänze und Performances. Zu ihnen gehörten einige Pfarrer, die in abgelegenen Landesteilen wie in Thule oder Ostgrönland ihren Dienst verrichtet hatten und nun mit der Modernisierung Westgrönlands konfrontiert wurden. Diese Missionare spielten die dominierende Rolle in der grönländischen Literatur der 1950er und 1960er Jahre, weil sie in den entfernten Landesteilen mit ihrer eigenen, dort länger bewahrten faszinierenden Vergangenheit konfrontiert wurden und versuchten, die mündlich tradierten Geschichten dieser Regionen zu bewahren, in denen Schamanen und Geisterbeschwörung eine große Rolle spielen. Zu nennen sind Otto Rosing (1896–1965) und sein Sohn Jens Rosing (1925–2008), die beide auch als Maler und Illustratoren tätig waren, ferner Villads Villadsen (1916–2006) und Otto Sandgreen (1914–1999). Otto Rosing schrieb mehrere Biographien bedeutender dänisch-grönländischer Männer und den historischen Roman Taseralik, eine Liebesgeschichte, die um 1850 an einem Sommerplatz der Inuit bei Sisimiut spielt. Otto Rosing verarbeitete auch die Aufzeichnungen eines Katecheten für ein zweibändiges Werk über Geisterbeschwörungen und sammelte Sagen aus Ammassalik. Das von ihm gesammelte Material wurde  von seinem Sohn genutzt (Sagn og saga fra Ammassalik, 1963), der 1976–78 auch Direktor des Nationalmuseums war und den Import von Rentieren aus Norwegen organisierte. Der Pastor Otto Sandgreen dokumentierte in zahlreichen Büchern die Techniken der Jagd und der Geisterbeschwörung. Sein Hauptwerk Isi isimik kigullu kigummik („Auge um Auge, Zahn um Zahn“, 1967, dän. 1987) handelt von Seelenraub und Blutrache in einer ostgrönländischen Sippe über drei Generationen hinweg. Frederik Nielsen schloss sein Werk ab mit einer Romantetralogie über die Einwanderung der Jäger der Thule-Kultur. Er arbeitete auch mit an einer Vereinfachung der grönländischen Orthographie, die 1973 in Kraft trat.
In den 1970er Jahren wurde der Einfluss neuer Medien sichtbar, die die Zeitung als Leitmedium ablösten. Ole Brandt (1918–1981) bereitete seinen historisch-dramatischen Romanzyklus Qooqa über ein Jägersippe in Nordgrönland, die im 18. Jahrhundert der Blutrache entsagt, für das Radio auf.
Andere Autoren wie der Lyriker Kristian Olsen (1942–2015) beschrieben die Identitätsprobleme der Grönländer als „Halbgrönländer und Halbdänen“, zerrissen durch den ethnisch-kulturellen Widerspruch. Später mehrten sich scharfe Sozial- und Zivilisationskritik, vertreten durch den Schriftsteller und Politiker Moses Olsen (1938–2008), die beiden schreibenden Aktivisten der für die Autonomie kämpfenden Partei Inuit Ataqatigiit (IA), Jens Geisler (1951–2010) und Aqqaluk Lynge (* 1947) sowie den Maler, Illustrator, Lyriker und Erzähler Kristian Olsen Aaju (1942–2015). Zu dieser Strömung, die durch die Studentenbewegung und den Existenzialismus beeinflusst wurde und gegen dänischen Einfluss und Entfremdung opponierte, gehörte auch der in Grönland als Autor sehr beliebte ehemalige Lehrer, Kulturfunktionär und Redakteur Hans Anthon Lynge (* 1945), der sich seit 1970 als Schriftsteller und Lyriker einen Namen machte. Seine parabelhaften Romane wie Seqajuk, die Geschichte eines Jägers, dem nichts gelingt und der nicht Herr im eigenen Hause ist, mit der er 1976 debütierte, erschienen auch in dänischer und teils in französischer Übersetzung. Auch verfasste er Drehbücher für grönländische Filme.
Während sich Hans Lynge noch in höherem Alter an dieser Identitätssuche beteiligte, aber sich mehr der bildenden Kunst zuwandte, publizierte Frederik Nielsen ein großes Spätwerk zur Geschichte der Grönländer von der Einwanderung aus Kanada bis zur Gegenwart in Form einer vierbändigen Familienchronik („Dieses Land soll eures werden“, 1970–1988). Aqqaluk Lynge stieg vom Sozialarbeiter und Journalisten in hohe nationale und internationale Positionen auf und war auch als Filmregisseur tätig.1982 erschien seine erste Gedichtsammlung, 1996 eine Anthologie grönländischer Autoren. Seine Gedichte, politischen Essays und Filme kreisen um die Folgen des dänischen Kolonialismus.
In den 1980er Jahren artikulierten sich auch die ersten grönländischen Frauen literarisch, so zuerst die Tochter von Josva Kleist, Maaliaaraq Vebæk (1917–2012, Trägerin des grönländischen Kulturpreises 2001) mit den Romanen Bussimi naapinneq (1981) und Drømmen om det store hvide hus (1982), die auch ins Russische übersetzt wurden, sowie die Übersetzerin, Kuratorin und Kommunalpolitikerin Mariane Petersen (1937–2025), Tochter einer in Indien wirkenden Missionarin, mit vier Gedichtsammlungen und dem epischen Gedicht Inuiaat nunaallu (1993) über die Geschichte Grönlands.
Mit dem erweiterten Autonomiestatus von 1979 schwächte sich die Polarisierung zwischen den Vertretern einer „echten“ grönländischen Identität und der kolonialen dänischen Präsenz ab. Nicht mehr alle Probleme Grönlands werden als Folgen der Fremdherrschaft angesehen, die Identitätsdiskussion verlor ihre Brisanz. Zu den postkolonialen Autoren, der das dänisch-grönländische Verhältnis mit Sarkasmus behandelt, gehört der in Kopenhagen lebende Ole Korneliussen (1947–2022) mit seinen Romanen Tarrarssuumi tarraq (1999; „Schatten im Spiegel“, dänisch: Saltstøtten, „Die Steinsäule“, 2000), ein existenzialistisch beeinflusster Roman über Identität, Einsamkeit und Entfremdung der Grönländer in Kopenhagen, und Seqinnersumi apisoq (1990), der das grönländische Problem des Suizids thematisiert. Dieses wird auch in der Novellensammlung Uumasoqat (1992, dänisch: Det andet dyr, 1998) aufgegriffen.
Demgegenüber betrachtet Hans Anthon Lynge, Träger des Kulturpreises 1999 und des dänischen Übersetzerpreises 2010, in seinem Briefroman Allaqqitat („Bekenntnisse“, 1997) die Frage der grönländischen Identität immer noch als offen; jedenfalls sei sie nicht durch Rückgriff auf ethnische Präferenzen und Traditionen zu beantworten. Doch brachte die Kooperation mit den kanadischen Inuit und anderen Völkern und Kulturen der „Vierten Welt“, durch die der Begriff des „Naturvolks“ seit den 1980er Jahren eine international positive Konnotation erhielt, mehr Selbstvertrauen.
Doch stellt sich nach wie vor für Autoren wie die Lyrikerin, Performance-Künstlerin und Malerin Jessie Kleemann (* 1959) und den Autor Kelly Berthelsen (* 1967) die Frage nach dem Umgang mit der Tradition beim Aufbau eines modernen Nationalstaats, der sich noch in einer postkolonialen Phase befindet – darin vergleichbar der samischen oder färöischen Literatur.

## Eine neue Generation
Immer mehr Autoren schreiben heute auch in englischer oder dänischer Sprache oder lassen ihre Bücher mit Blick auf den internationalen Buchmarkt übersetzen. Im Ausland bekannt wurden zuerst grönländische Singer und Songwriter wie Angu Motzfeldt (* 1976), der seine Texte in englischer Sprache schrieben.

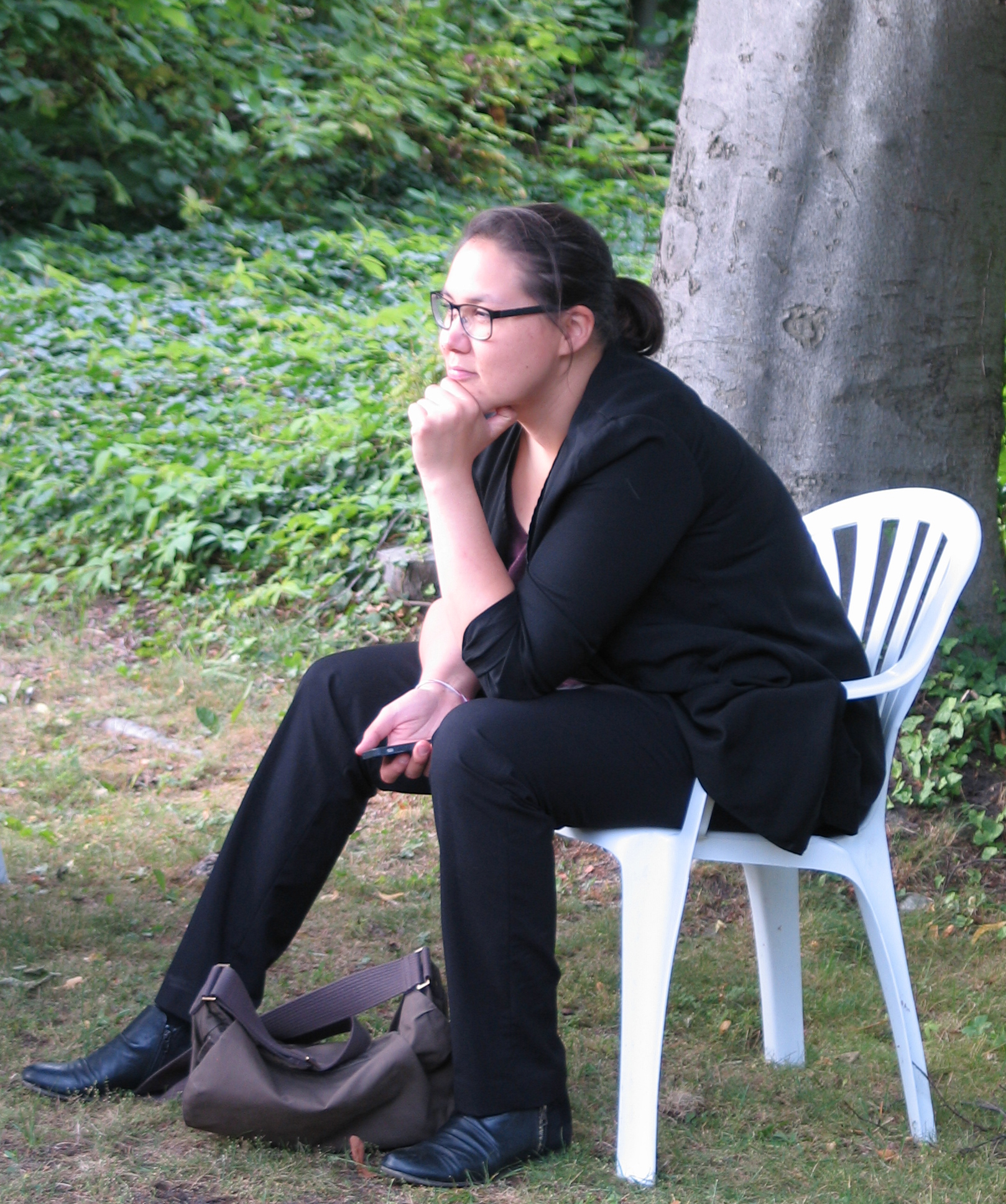
Niviaq Korneliussen (2016)

Mit Aima der 1981 geborenen grönländischen Künstlerin Bolatta Silis-Høegh erschien 2018 erstmals ein grönländisches Kinderbuch in deutscher Sprache. Niviaq Korneliussen (* 1990) schrieb ihren Debütroman HOMO sapienne (2014) über Homosexualität, Liebe, Alkohol und Identität; der Text ist mit dänischen und englischen Textschnipseln, SMS-Mitteilungen und facebook-Einträgen übersät. Mit einer Druckauflage von 2000 Exemplaren in grönländischer und 1000 in dänischer Sprache wurde das Buch ein Bestseller für das Land.
Zu den etwa 13.000 Grönländern, die außerhalb der Insel leben, zählt Ivalo Frank. Sie wurde als Kind dänischer Eltern in Grönland geboren und lebt als Filmemacherin und freie Autorin in Berlin und Kopenhagen.
Kennzeichnend für viele Künstler ist das Zusammenwirken von Sprache, Musik, Tanz und Malerei. Auch Spielfilme werden seit 2008 in grönländischer Sprache gedreht.

## Verlage und Buchmarkt
Attakiorfik und Atuagkat waren die beiden Verlage, die zusammen eine beachtliche Anzahl Titel auf Grönländisch herausgaben. Belletristik machte jedoch nur einen kleinen Teil davon aus. Atuakkiorfik musste jedoch 2009 seine Arbeit einstellen. Heute erscheinen einschließlich der Übersetzungen aus anderen Sprachen pro Jahr etwa 120 Buchtitel mit einer Auflage von jeweils 1000 bis 2000 Exemplaren. Belletristik macht nur einen kleinen Teil davon aus. Als einziges Kunst- und Kulturmagazin konnte sich Neriusaaq („Der Regenbogen“) durchsetzen, das seit Beginn der 1990er Jahre erscheint.